# Равниште
Равни́ште (болг. Равнище) — село в Софійській області Болгарії. Входить до складу общини Правець.

## Населення
За даними перепису населення 2011 року у селі проживали 252 особи.
Національний склад населення села:
| Національність   | Кількість осіб | Відсоток |
| ---------------- | -------------- | -------- |
| болгари          | 185            | 73,4%    |
| цигани           | 65             | 25,8%    |
| Всього відповіли | 252            |          |

Розподіл населення за віком у 2011 році:
Динаміка населення: